# Comercial FC (Ribeirão Preto)
Comercial FC is een Braziliaanse voetbalclub uit Ribeirão Preto, in de staat São Paulo. Aartsrivaal van de club is stadsgenoot Botafogo FC.

## Geschiedenis
De club werd opgericht in 1911 als Commercial Football Club door enkele zakenlieden. De club was een van de eerste in Brazilië dat over een eigen grasveld beschikte omdat supporters klaagden over stof tijdens de wedstrijden. In 1927 speelde de club voor het eerst in de hoogste klasse van het Campeonato Paulista, na één seizoen trok de club zich terug uit de competitie. In 1936 zat de club in een financiële crisis en sloot de voetbalafdeling.
In 1956 fuseerde de club met Paineiras en ging als Commercial Football Club in de tweede klasse van het staatskampioenschap. In 1958 dwong de club promotie naar de hoogste klasse af, na de finale te winnen van EC Corinthians. De club speelde tot 1968 in de hoogste klasse en opnieuw van 1970 tot 1986. Hierna duurde het tot 2012 vooraleer de club terug kon keren. Na een onmiddellijke degradatie kon de club wel ook meteen terugkeren, maar ook in 2014 eindigde de club op een degradatieplaats. Een jaar later volgde al een nieuwe degradatie en in 2017 zakte de club zelfs naar de vierde klasse, maar kon daar wel na één seizoen terugkeren. In 2022 promoveerde de club opnieuw naar de tweede klasse, maar in 2024 en 2025 zakte de club opnieuw twee seizoenen op rij.
In 1978 en 1979 speelde de club in de Série A en daarna nog twee seizoenen in de Série B. 